# Skull Ring
Skull Ring je studiové album amerického zpěváka Iggyho Popa. Vydáno bylo 4. listopadu roku 2003 společností Virgin Records a jeho producentem byl Iggy Pop (výjimkou je píseň „Little Know It All“, jejímž producentem byl Greig Nori). Obsahuje celkem sedmnáct písní, přičemž v různých jako hosté hráli například členové skupin Green Day a Sum 41, zpěvačka Peaches nebo členové skupiny The Stooges, v níž Pop působil v šedesátých a sedmdesátých letech.

## Seznam skladeb
| Pořadí | Název                               | Délka |
| ------ | ----------------------------------- | ----- |
| 1.     | Little Electric Chair               | 4:40  |
| 2.     | Perverts in the Sun                 | 3:18  |
| 3.     | Skull Ring                          | 3:51  |
| 4.     | Superbabe                           | 4:09  |
| 5.     | Loser                               | 2:41  |
| 6.     | Private Hell                        | 2:50  |
| 7.     | Little Know It All                  | 3:33  |
| 8.     | Whatever                            | 3:16  |
| 9.     | Dead Rock Star                      | 4:39  |
| 10.    | Rock Show                           | 2:08  |
| 11.    | Here Comes the Summer               | 4:53  |
| 12.    | Motor Inn                           | 4:11  |
| 13.    | Inferiority Complex                 | 4:13  |
| 14.    | Supermarket                         | 3:01  |
| 15.    | 'Til Wrong Feels Right              | 3:13  |
| 16.    | Blood on Your Cool                  | 7:02  |
| 17.    | Nervous Exhaustion (skrytá skladba) |       |

## Obsazení
- Iggy Pop – zpěv, kytara
- Whitey Kirst – kytara
- Pete Marshall – baskytara
- Alex Kirst – bicí, perkuse
- Ron Asheton – kytara, baskytara
- Scott Asheton – bicí, perkuse
- Billie Joe Armstrong – kytara, doprovodné vokály
- Mike Dirnt – baskytara
- Tré Cool – bicí, perkuse
- Deryck Whibley – kytara, zpěv
- Dave Baksh – kytara
- Jason McCaslin – baskytara
- Steve Jocz – bicí, perkuse
- Peaches – zpěv, elektronické efekty, samply
- Steve Keeping – bicí